# Lydda sacchari
Lydda sacchari är en insektsart som beskrevs av Van Stalle 1986. Lydda sacchari ingår i släktet Lydda och familjen Derbidae. Inga underarter finns listade i Catalogue of Life.